# Ulrik Spang-Hanssen
Ulrik Spang-Hanssen (* 1953 Kodaň) je dánský varhaník.
Studoval Královskou hudební akademii v Dánsku u chrámového varhaníka Anderse Ribera, čil se také u Gastona Liteze v Parříži a Jacques van Oortmerssena v Amsterdamu. Ve Schola Cantorum v Basileji se vzdělával v interpretaci staré hudby.
Natočil řadu CD, mimo jiné kompletní varhanní dílo Dietricha Buxtehudeho, dále Händelovy varhanní koncerty s Komorní filharmonií Pardubice nebo koncerty J. G. Rheinbergera s Petrem Zdvihalem, Josefem Krečmerem a Douglasem Bostockem a další.